# Biblioteket i dag - i morgen
Biblioteket i dag - i morgen er en dansk dokumentarfilm fra 1970 instrueret af Klaus Bichel.

## Handling
Beskrivelse af det moderne folkebibliotek. Man oplever musik, film, teater, debat, udstillinger og leg i biblioteket, og man får glimt af udlånsvirksomheden i større og mindre biblioteker, i bogbusser, på hospitaler og kaserner, i fængsler og til søs. Filmen fortæller også om samarbejde mellem folkebiblioteker og forskningsbiblioteker og berører edb-teknikkens stigende betydning i biblioteksarbejdet.